# Гиллум, Эндрю
Эндрю Димиз Гиллум (англ. Andrew Demese Gillum; род. 26 июля 1979) — американский политик-демократ, мэр города Таллахасси (штат Флорида) с 2014 года до своей отставки в ноябре 2018. До избрания на должность мэра, Гиллум с 2003 года был одним из комиссаров города.

## Биография
В 2018 году, Гиллум выиграл праймериз Демократической партии и стал кандидатом на пост губернатора штата Флорида. Его противником на всеобщих выборах в ноябре был конгрессмен-республиканец Рон Десантис.
Гиллум рассматривается, как прогрессивный демократ. Во время праймериз, его поддержал сенатор от штата Вермонт Берни Сандерс.